# Festival d'Angoulême 1977
La quatrième édition du Salon international de la bande dessinée se tient à Angoulême du 21 au 23 janvier 1977. Le grand prix de la ville d'Angoulême est remis à Jijé, créateur emblématique de Jerry Spring, Jean Valhardi ou Blondin et Cirage, qui eut une influence énorme sur les auteurs de l'École de Marcinelle.

## Palmarès
Le jury qui décerne les prix est composé de Pierre Veilletet (Sud Ouest), Dominique Bréchoteau, Francis Groux, Jean Mardikian, François Pierre, Pierre Pascal et Thierry Lagarde.
- Grand prix : Jijé
- Prix dessinateur français : Moebius
- Prix scénariste français : Jacques Lob
- Prix dessinateur étranger : Wally Wood
- Prix scénariste étranger : Willy Vandersteen
- Prix espoir de la BD : Régis Franc
- Prix œuvre réaliste française : Annie Goetzinger, Légende et réalité de Casque d'or, Glénat
- Prix œuvre comique française : Yves Got et René Pétillon, Le Baron noir t. 1, Éditions Yves Got
- Prix œuvre réaliste étrangère : Hans Kresse, Les Peaux-Rouges, t. 1 : Les Maîtres du tonnerre, Casterman
- Prix œuvre comique étrangère : Reg Smythe, Andy Capp, t. 2 : Si c'est pas pire, ça ira !, Sagédition
- Prix promotion de la BD : Gérard Jourd'hui de TF1

## Déroulement du festival
- Hergé dessine l'affiche du festival et l'honore de sa présence.
- Face à de violentes rafales de vent, le chapiteau gonflable (la « bulle ») est déchiré pour éviter qu'il ne s'envole[1], compromettant le déroulement du festival.
- Comica : exposition italienne
- Quatre œuvres originales de Wallace Wood sont dérobées (valeur estimée à 150 000 francs)
- Une mystérieuse « Brigade révolutionnaire » appelle la mairie en menaçant : « Tout va sauter ». C'est un canular.
- Le festival attire 45 000 visiteurs[1].